# Бек-біт
Бек-біт (англ. Back beat), також ап-біт (англ. Up beat) — термін, що використовується у джазовій та рок-музиці — кожна парна доля такту (в розмірі 4/4 — 2-га та 4-та долі), на відміну від даун-біту — непарних долей. Англійська назва (англ. back — назад) вказує на традицію класичного диригування — непарні долі диригують вниз, парні — вверх.
В популярній музиці, бек-біт вказує на стиль виконання на ударних (див. біт (музика)), що характеризується сильним акцентом на другу й четверту долі такту, що виконується, як правило, на барабані (snare drum). Бек біт є найпростішою формою синкопування, і створює характерну напруженість між звичайно сильнішими непарними та парними долями.
Схематично даун-біт та бек-біт можна зобразити так:
- 1 2 3 4 1 2 3 4 — «очікуваний» варіант, даун-біт
- 1 2 3 4 1 2 3 4 — синкопований варіант, бек-біт

Бек-біт з'явився в кінці 1940-х у записах блюзів, і став однією з визначальних характеристик рок-н-ролу. Бек-біт використовується фактично у всій сучасній популярній музиці, за виключенням стилю боса нова. Появу бек-біту як виконавського стилю пов'язують з ім'ям легендарного барабанщика Ерла Палмера (Earl Palmer) та піснею Фетса Доміно «Fat Man» — яка стала однією з перших записів у стилі рок-н-рол (1949). Сам Ерл Палмер говорив, що успадкував бек-біт від диксиленду.